# Vacunación contra la COVID-19 en Lambayeque
La vacunación contra la COVID-19 en Lambayeque es la estrategia departamental de inoculación que empezó el 11 de febrero de 2021 para vacunar contra la COVID-19 a la población de la región, en el marco de un esfuerzo mundial para combatir la pandemia de COVID-19. 

## Fases y desarrollo de la campaña de vacunación

### Primera etapa

#### Personal sanitario
El 10 de febrero arribó  del primer lote de 4 mil 062 vacunas contra la COVID-19 al departamento de Lambayeque. La campaña de vacunación comenzó al día siguiente, el 11 de febrero, en el Hospital Las Mercedes, siendo la primera persona en ser vacunada en Lambayeque, el médico y director del nosocomio, Elmer Delgado Senmache. Tras recibir su primera dosis, Delgado manifestó a la prensa lo siguiente:

Hacer lo inusual de llegar a tu casa todos los días con el miedo de contagiar a la familia. En mi caso tengo a toda mi familia vulnerable. Inclusive me dio la enfermedad, estuve aislado 15 días en un ambiente nada confortable. No necesite oxigeno, pero estuve con bronconeumonía. Esto nos lleva a reflexionar ahora que tenemos la esperanza de esta vacuna para controlar la enfermedad.

Poco después de su inoculación, el médico Elmer Delgado recibió críticas, tras haber exhortado al personal a cargo de las inmunizaciones que se le aplicara la vacuna en su condición de director del hospital. Aun así, Delgado, a pesar de no figurar en el padrón, fue vacunado. Poco más tarde, Félix García Ahumada, gerente de salud de la región afirmó a medios de comunicación que estaba en proceso la solicitud de un informe sobre el médico como investigación del caso, y dijo que en el plazo más breve elevaría un reporte al MINSA para que el ente sanitario determine si merece que se aplique algún tipo de sanción. Un día después, Delgado declaró lo siguiente al periódico El Comercio;

Basado en la normatividad vigente se hizo la consulta a Estrategia Sanitaria de la Geresa, la cual nos dijo que mientras no vulneráramos la norma podíamos proceder. Al ser representante legal (del hospital) la idea fue dar el ejemplo a la colectividad sin afectar a ningún trabajador; es decir; no se tomó la vacuna de ningún trabajador para vacunarme.

El 1 de marzo, el estado peruano informó de un nuevo avance de personal sanitario de la región inmunizado contra la COVID-19, llegando a cubrir a 9 mil 132 profesionales de la salud, de un universo de 11 mil 502 personas.

#### Adultos mayores
La segunda vacuna en llegar al país fue la de Pfizer-BioNTech, que fue aprobada por el ejecutivo el 8 de febrero de 2021, llegando al Perú el 3 de marzo de 2021. No fue hasta el 26 de abril cuando a través del tercer lote de vacunas de las farmacéuticas Pfizer-BioNTech que llegó a Chiclayo, se oficializó que a partir desde el 27 de abril las vacunas serían destinadas al primer grupo de adultos mayores de 80 años. Al día siguiente, el proceso se desarrolló de forma simultánea en los distritos de Chiclayo, José Leonardo Ortiz, La Victoria, Ferreñafe y Lambayeque. Victoria Cárdenas Orihuela, de 95 años, fue la primera en recibir la dosis de la vacuna BNT162b2. Ese mismo día, en los exteriores de la Institución Educativa Nicolás La Torre, del distrito de José Leonardo Ortiz, Chiclayo, varios adultos mayores denunciaron que en el local de vacunación tuvieron que esperar durante alrededor de 5 horas en la acera y en algunos casos, en la pista para poder acceder a la aplicación de su dosis correspondiente.

## Opinión pública
| ¿Aceptaría vacunarse contra el COVID-19? | ¿Aceptaría vacunarse contra el COVID-19? | ¿Aceptaría vacunarse contra el COVID-19? | ¿Aceptaría vacunarse contra el COVID-19? | ¿Aceptaría vacunarse contra el COVID-19? | ¿Aceptaría vacunarse contra el COVID-19? |
| OpciónMes                                | No acepta                                | Sí acepta                                | No sabe                                  | No responde                              | Ref.                                     |
| ---------------------------------------- | ---------------------------------------- | ---------------------------------------- | ---------------------------------------- | ---------------------------------------- | ---------------------------------------- |
| Sep. 2021                                | 17% (11-25.2%)                           | 61.4% (51.1-70.7%)                       | 20.9% (13.1-31.6%)                       | 0.8% (0.1-5.4%)                          | [ 14 ]                                   |